# John Deere Classic
Pour les articles homonymes, voir JDC.
Le John Deere Classic (JDC) est un tournoi de golf du PGA Tour en stroke-play qui se tient au TPC at Deere Run à Silvis (Illinois). Il fut créé en 1971 sous le nom de Quad Cities Open et se joua de 1971 à 1974 à Davenport (Iowa) puis à Coal Valley (Illinois) de 1975 à 1999. 
Le record du tournoi est détenu par Michael Kim qui signe 257 coups et -27 par en 2018.
En 2005, la jeune golfeuse Michelle Wie bénéficia pour la première fois d'une invitation du sponsor du tournoi pour affronter les hommes. À cette occasion, l'affluence fut plus importante que les années précédentes. Michelle Wie ne passa pas le cut pour deux coups. L'année suivante, elle fut de nouveau invitée, et passa cette fois le cut. Victime de la chaleur, elle abandonna l'épreuve le second jour après neuf trous.
L'édition 2018 est dotée de 5,8 millions de dollars.
Initialement prévue début juillet, l'édition 2020 est annulée le 28 mai par le comité d'organisation, en raison de la pandémie de maladie à coronavirus.

## Palmarès
| Année                               | Vainqueur                     | Nationalité                   |
| Quad Cities Open                    | Quad Cities Open              | Quad Cities Open              |
| ----------------------------------- | ----------------------------- | ----------------------------- |
| 1971                                | Deane Beman                   | États-Unis                    |
| 1972                                | Deane Beman                   | États-Unis                    |
| 1973                                | Sam Adams                     | États-Unis                    |
| 1974                                | Dave Stockton                 | États-Unis                    |
| Ed McMahon-Jaycees Quad Cities Open |                               |                               |
| 1975                                | Roger Maltbie                 |                               |
| 1976                                | John Lister                   | Nouvelle-Zélande              |
| 1977                                | Mike Morley                   | États-Unis                    |
| 1978                                | Victor Regalado               | Mexique                       |
| 1979                                | D.A. Weibring                 | États-Unis                    |
| Quad Cities Open                    |                               |                               |
| 1980                                | Scott Hoch                    | États-Unis                    |
| 1981                                | Dave Barr                     | Canada                        |
| Miller High Life QCO                |                               |                               |
| 1982                                | Payne Stewart                 | États-Unis                    |
| 1983                                | Danny Edwards                 | États-Unis                    |
| 1984                                | Scott Hoch                    | États-Unis                    |
| Lite Quad Cities Open               |                               |                               |
| 1985                                | Dan Forsman                   | États-Unis                    |
| Hardee's Golf Classic               |                               |                               |
| 1986                                | Mark Wiebe                    | États-Unis                    |
| 1987                                | Kenny Knox                    | États-Unis                    |
| 1988                                | Blaine McCallister            | États-Unis                    |
| 1989                                | Curt Byrum                    | États-Unis                    |
| 1990                                | Joey Sindelar                 | États-Unis                    |
| 1991                                | D.A. Weibring                 | États-Unis                    |
| 1992                                | David Frost                   | Afrique du Sud                |
| 1993                                | David Frost                   | Afrique du Sud                |
| 1994                                | Mark McCumber                 | États-Unis                    |
| Quad City Classic                   |                               |                               |
| 1995                                | D.A. Weibring                 | États-Unis                    |
| 1996                                | Ed Fiori                      | États-Unis                    |
| 1997                                | David Toms                    | États-Unis                    |
| 1998                                | Steve Jones                   | États-Unis                    |
| John Deere Classic                  |                               |                               |
| 1999                                | J.L. Lewis                    | États-Unis                    |
| 2000                                | Michael Clark II              | États-Unis                    |
| 2001                                | David Gossett                 | États-Unis                    |
| 2002                                | J.P. Hayes                    | États-Unis                    |
| 2003                                | Vijay Singh                   | Fidji                         |
| 2004                                | Mark Hensby                   | Australie                     |
| 2005                                | Sean O'Hair                   | États-Unis                    |
| 2006                                | John Senden                   | Australie                     |
| 2007                                | Jonathan Byrd                 | États-Unis                    |
| 2008                                | Kenny Perry                   | États-Unis                    |
| 2009                                | Steve Stricker                | États-Unis                    |
| 2010                                | Steve Stricker                | États-Unis                    |
| 2011                                | Steve Stricker                | États-Unis                    |
| 2012                                | Zach Johnson                  | États-Unis                    |
| 2013                                | Jordan Spieth                 | États-Unis                    |
| 2014                                | Brian Harman                  | États-Unis                    |
| 2015                                | Jordan Spieth                 | États-Unis                    |
| 2016                                | Ryan Moore                    | États-Unis                    |
| 2017                                | Bryson DeChambeau             | États-Unis                    |
| 2018                                | Michael Kim                   | États-Unis                    |
| 2019                                | Dylan Frittelli               | Afrique du Sud                |
| 2020                                | Annulé (Pandémie de Covid-19) | Annulé (Pandémie de Covid-19) |
| 2021                                | Lucas Glover                  | États-Unis                    |
| 2022                                | J. T. Poston                  | États-Unis                    |
| 2023                                | Sepp Straka                   | Autriche                      |
| 2024                                | Davis Thompson                | États-Unis                    |